# Cypselurus naresii
Cá chuồn vây lớn , tên khoa học Cypselurus naresii, là một loài cá chuồn trong họ Exocoetidae.